# Wyrębiska (Pieniężno)
Wyrębiska (deutsch Lichtwalde) ist ein Dorf in der polnischen Woiwodschaft Ermland-Masuren. Es gehört zur Stadt- und Landgemeinde Pieniężno (Mehlsack) im Powiat Braniewski (Kreis Braunsberg).

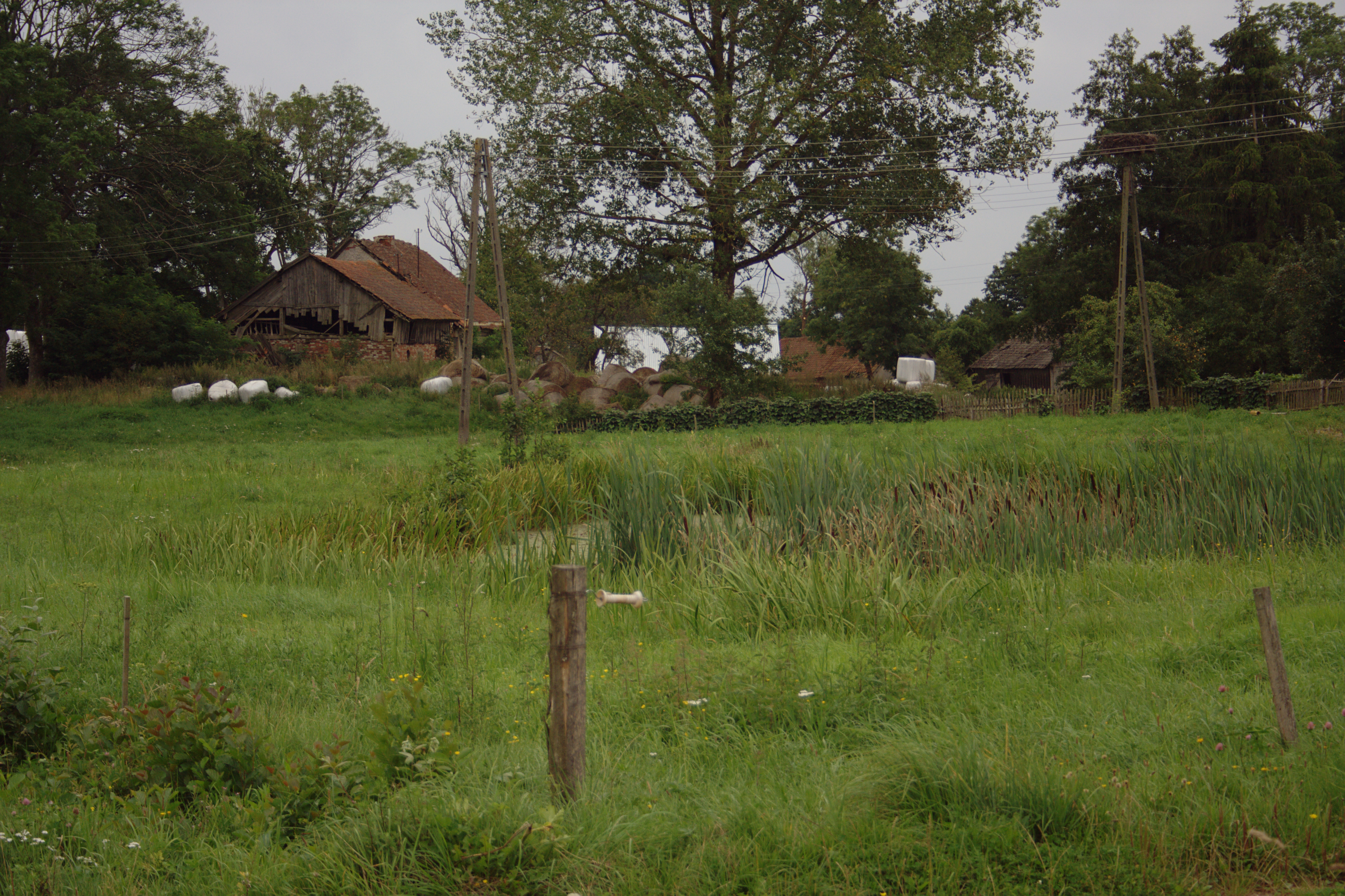
Teilansicht von Wyrębiska

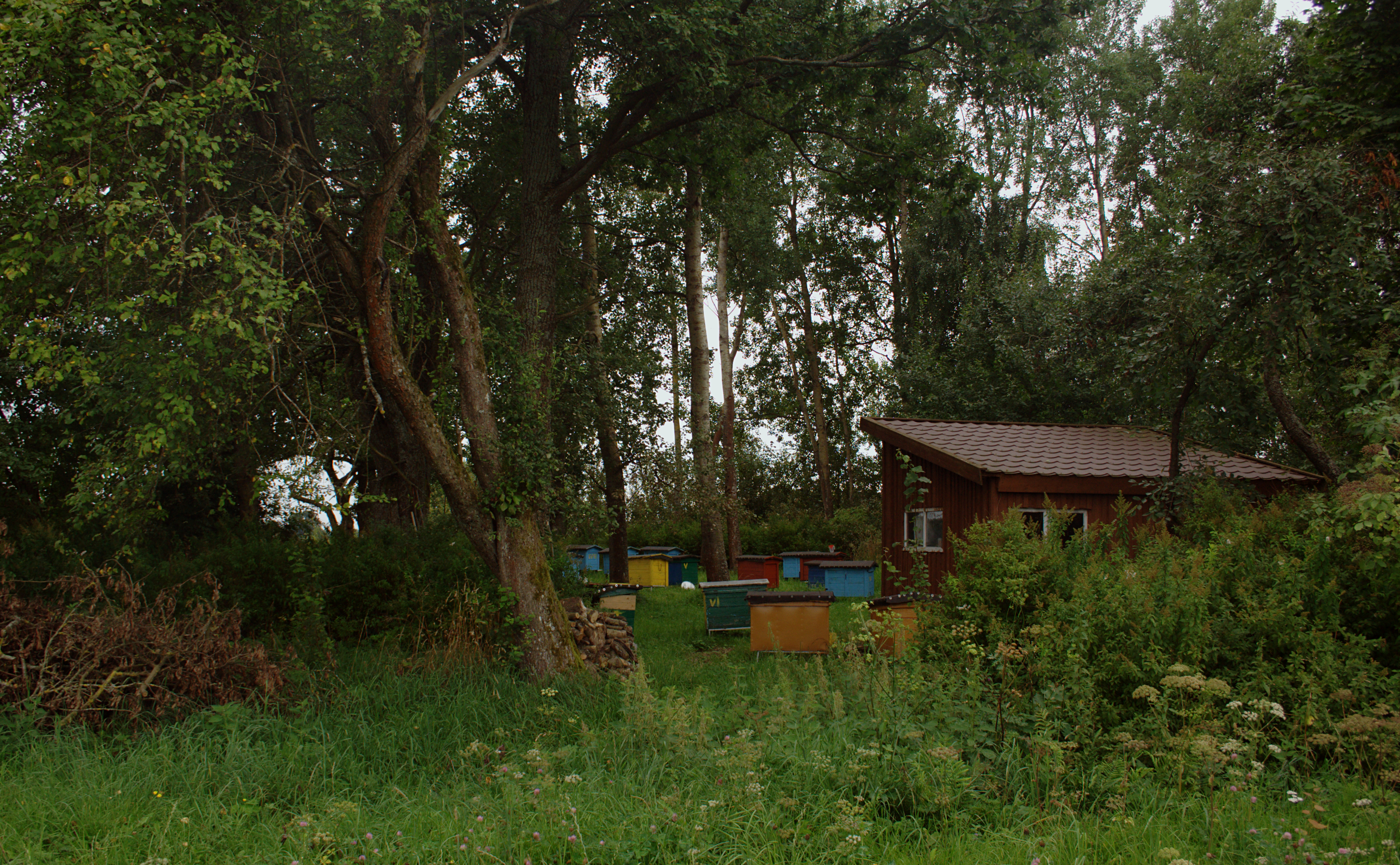
Bienenhaus in Wyrębiska

## Geographische Lage
Wyrębiska liegt im Nordwesten der Woiwodschaft Ermland-Masuren, 21 Kilometer südöstlich der Kreisstadt Braniewo (Braunsberg).

## Geschichte
Bei dem einst Lichtwald, nach 1820 Lichtwalde genannten Dorf handelt es sich um einen Ort mit verstreut liegenden kleinen Höfen und Gehöften. Im Jahre 1874 kam es zum neu errichteten Amtsbezirk Woynitt (polnisch Wojnity) im ostpreußischen Kreis Braunsberg, Regierungsbezirk Königsberg, dem es bis 1945 zugehörte.
161 Einwohner waren im Jahre 1910 in Lichtwalde gemeldet. Ihre Zahl belief sich im Jahre 1933 auf 164 und im Jahre 1939 auf 149.
Im Jahre 1945 wurde das gesamte südliche Ostpreußen in Kriegsfolge an Polen abgetreten. In diesem Zusammenhang erhielt Lichtwalde die polnische Namensform „Wyrębiska“. Heute ist das Dorf eine Ortschaft im Verbund der Gmina Pieniężno (Stadt- und Landgemeinde Mehlsack) im Powiat Braniewski (Kreis Braunsberg), von 1975 bis 1998 der Woiwodschaft Elbląg, seither der Woiwodschaft Ermland-Masuren zugehörig. Im Jahre 2021 zählte Wyrębiska 40 Einwohner.

## Religion
Wyrębiska gehört heute wie Lichtwalde vor 1945 zur römisch-katholischen St.-Peter-und-Paul-Kirche in Pieniężno (Mehlsack) im jetzigen Erzbistum Ermland. Bis 1945 war das Dorf auch in die evangelische Pfarrkirche Mehlsack in der Kirchenprovinz Ostpreußen der Kirche der Altpreußischen Union eingegliedert, ist heute aber der Diözese Masuren der Evangelisch-Augsburgischen Kirche in Polen zugeordnet.

## Verkehr
Wyrębiska liegt an einer Nebenstraße, die von Pakosze (Packhausen) nach Żugienie (Sugnienen) verläuft und früher als Landweg bis nach Sawity (Engelswalde) führte.
Seit 1991 ist Żugienie die nächste Bahnstation. Sie liegt an der Bahnstrecke Olsztyn Gutkowo–Braniewo der Polnischen Staatsbahn (PKP).